# 2010年亚洲残疾人运动会阿拉伯联合酋长国代表团
2010年亚洲残疾人运动会阿拉伯联合酋长国代表团共派出41名运动员参赛，其中男运动员36名，女运动员5名。
奖牌榜：
| 名次 | 代表团 | 金牌 | 银牌 | 铜牌 | 总数 |
| ---- | ------ | ---- | ---- | ---- | ---- |
| 10   | 阿联酋 | 4    | 6    | 1    | 11   |

## 奖牌获得者

### 金牌
1. 苏赖娅·扎阿比：田径 - 女子铅球 - F32/33/34
2. 哈桑·马拉莱：田径 - 男子铅球 - F32/33
3. 伊萨·贾瓦里：田径 - 男子铁饼 - F54/55/56
4. 苏赖娅·扎阿比：田径 - 女子标枪 - F33/34/52/53

### 银牌
1. 穆罕默德·哈拉夫：男子90公斤级
2. 穆罕默德·穆海里：田径 - 男子铅球 - F34
3. 茜哈姆·拉希迪：田径 - 女子铁饼 - F57/58
4. 穆罕默德·穆海里：田径 - 男子标枪 - F33/34
5. 艾莎·贝尼·哈立德：田径 - 女子标枪 - F33/34/52/53
6. 玛丽亚姆·马特鲁希：田径 - 女子标枪 - F46

### 铜牌
1. 艾莎·贝尼·哈立德：田径 - 女子铅球 - F32/33/34